# Margareta od Passavanta
Margareta od Passavanta (grčki: Μαργαρίτα του Πασσαβά), znana i kao Margareta od Nullyja (grčki: Μαργαρίτα ντε Νεϊγύ; francuski: Marguerite de Nully), bila je grčka plemkinja francuskog podrijetla. Živjela je u 13. stoljeću u Grčkoj; bila je gospa Passavanta, Akove i Mitopolija u Ahaji.
Njezin je otac bio francuski lord Ivan od Nullyja, barun Passavanta i maršal Ahaje. Ivanova je supruga bila sestra baruna Akove Gauthiera od Rosièresa, koji nije imao djece. Margareta je bila nasljednica svog ujaka i oca.
Margaretin prvi muž je bio Gilbert d'Escors, barun Mitopolija. On je ubijen 1258. u bitci kod Karydija. Par je bio bez djece.
1261. Margareta je bila poslana na bizantski dvor u Carigrad. Poslije se vratila u Ahaju te udala za plemića Ivana, s kojim je imala jedno dijete, sina nazvanog Nikola.